# Controversia del arcipreste
La controversia del arcipreste (o controversia del apelante como también se le conoce) fue un debate surgido tras el nombramiento de un arcipreste por el Papa Clemente VIII para supervisar los esfuerzos de los sacerdotes misioneros de la Iglesia católica en la Inglaterra de finales del siglo XVI. 
La discusión se convirtió en una enconada intriga eclesiástica, activa aproximadamente desde 1598 hasta 1603. El gobierno inglés vio la ventaja en su continuación y apoyó a los apelantes u oponentes del arcipreste; de ahí que también se le conozca ampliamente como la controversia del apelante. Produjo una rica literatura en panfletos. Las interpretaciones de su sustancia subyacente han diferido: una cuestión que surgió en primer plano fue la lealtad de los recusantes de la Corona inglesa, pero ahora se argumenta que los asuntos internos de la iglesia eran centrales. Otros factores fueron el papel de los jesuitas en la misión inglesa y las tensiones entre clérigos católicos y laicos.

## Antecedentes
En ese momento, bajo el asentamiento religioso protestante de la reina Isabel I, la fe católica sufrió discapacidades legales. Las potencias extranjeras, sobre todo España y Francia, apoyaron la formación del clero católico inglés en el continente europeo en lo que se llamó la Misión de Inglaterra. Estos sacerdotes tenían principalmente de dos procedencias: jesuitas y sacerdotes seminaristas. Los sacerdotes seminaristas se formaron en el English College, Douai en el norte de Francia, un establecimiento creado en 1568 por el cardenal William Allen y asociado a la Universidad de Douai. 
La raíz de la controversia surgió de dos puntos de vista diferentes sobre el estado de la Iglesia católica en la Inglaterra posterior a la Reforma. Los jesuitas vieron a Inglaterra como un campo misionero, casi como una pizarra limpia, mientras que muchos del clero secular vieron la supervivencia de su iglesia como una continuación de las instituciones del pasado. También había sospechas en Inglaterra de que los misioneros jesuitas apoyaban los objetivos de la política exterior española, poniendo en peligro a los católicos ingleses a través de sus enredos políticos. 

## Nombramiento de Blackwell
En 1598, unos cuatro años después de la muerte del Cardenal William Allen en 1594, el Cardenal Protector de Inglaterra nombró a un arcipreste para supervisar la misión en Inglaterra, con el permiso del Papa Clemente VIII. Enrico Caetani había asumido el papel de cardenal protector, dado que el sucesor obvio de Allen en términos de participación en la misión inglesa, Robert Parsons, no era ampliamente aceptable. Sin embargo, al principio hubo dudas sobre la elección de Caetani. El arcipreste debía tener autoridad sobre todo el clero secular de Inglaterra, y se eligió a George Blackwell: era cercano a los jesuitas y su carta de nombramiento incluía instrucciones para cooperar con ellos. El nuevo nuncio en Bruselas era Ottavio Mirto Frangipani, que tenía jurisdicción sobre el arcipreste, y creía que el arreglo otorgaba un control excesivo a los jesuitas. Al mismo tiempo, a Richard Barret se le dio el control de los sacerdotes seculares en los Países Bajos españoles, además de los responsables del nuncio allí, y se le dijo que cooperara con Blackwell y actuara contra los sacerdotes ingleses perturbadores.

## Resistencia a Blackwell
Afligidos y temiendo su pérdida de independencia, una minoría vocal de sacerdotes del seminario rechazó la autoridad de Blackwell. William Bishop y Robert Charnock viajaron a Roma para representar sus puntos de vista y apelar contra el nombramiento de Blackwell. Llegaron en diciembre de 1598; pero Parsons los hizo arrestar; y el Papa excluyó al obispo tanto de Roma como de Inglaterra. Algunos de los sacerdotes del seminario apoyaron a Blackwell, mientras que otros continuaron apelando a Roma para su destitución. Este último grupo pasó a ser conocido como "Apelantes". Sus líderes incluían a Christopher Bagshaw, Thomas Bluet, John Colleton, el laico Anthony Copley, John Mush y William Watson. Bagshaw y Parsons habían estado enfrentados desde 1574. Henry Constable, poeta y polemista teológico, fue un destacado defensor católico laico del lado apelante.
El enfoque adoptado para apelar contra Blackwell cambió en el transcurso de unos cuatro años. La primera apelación de 1598/9 fue bastante torpe. En 1602 las negociaciones fueron respaldadas por una decisión de los teólogos franceses de la Sorbona, y tuvieron un éxito mucho mayor. Enmarcada por Thomas Graves Law, la controversia giró en torno a la relación de Blackwell con los jesuitas tal como la estableció Caetani, y este fue el impulso central del llamamiento de 1600. Estaba fechado el 17 de noviembre de 1600 en Wisbech (donde en el castillo de Wisbech estaban internados alrededor de 30 sacerdotes). 

## Resolución oficial
En 1602, el Papa resolvió la disputa reafirmando la autoridad de Blackwell en un escrito del 11 de octubre, pero haciendo concesiones a los apelantes. Ordenó que las siguientes tres vacantes entre los asistentes de Blackwell fueran ocupadas por los apelantes, y anuló la instrucción de que Blackwell debía consultar con los jesuitas, en lugar de prohibir tal consulta. Entonces mejoraron las relaciones entre las dos facciones de sacerdotes del seminario; aunque hubo un intento de distinguir la letra pequeña del escrito para poner en desventaja a tres clérigos apelantes (Bluet, Watson y William Clark ).

## Laprotesta de lealtad
Algunos apelantes acudieron a la reina, pidiendo tolerancia religiosa a cambio de declararle lealtad y de expulsar a los jesuitas de Inglaterra. Al ver la oportunidad de dividir a los católicos, Isabel I inicialmente dio la bienvenida a estos enfoques, y su gobierno dio a algunos de los apelantes acceso a impresoras durante la guerra de panfletos. Sin embargo, en 1602, decepcionada por el arreglo de la disputa por parte del Papa, Isabel emitió una proclama acusando a los Apelantes de deslealtad, ofreciéndoles misericordia sólo si se entregaban y firmaban una "protesta de lealtad". Trece de los apelantes afirmaron públicamente su lealtad a Elizabeth de esta manera: eran Bishop, Colleton, Mush, Charnock con Roger Cadwallador y Robert Drury (futuros mártires católicos), Francis Barnaby, Anthony Champney, John Boseville, Richard Button, Anthony Hebourn, John Jackson y Oswald Needham.

## Richard Bancroft y los apelantes
Una amarga guerra de panfletos siguió al inflamatorio manuscrito Adversus factiosos in ecclesia, distribuido en 1598 por Thomas Lister.
La política real de ayudar a los apelantes a imprimir folletos fue implementada por Richard Bancroft como obispo de Londres. Se utilizaron impresores relevantes: Robert Barker, Thomas Creede, Richard Field, James Roberts y otros tres. Los autores incluyeron a los escritores franceses contra los jesuitas, Antoine Arnauld y Étienne Pasquier.
Bancroft cultivó sus contactos con sacerdotes apelantes individuales. Apoyó el deseo de Thomas Bluet de viajar a Roma y ver al Papa Clemente VIII, con permiso y contactos en el Parlamento. En septiembre de 1601 William Watson residía en Fulham Palace, bajo la protección de Bancroft.  Francis Barnaby era otro contacto apelante de Bancroft, quien se comunicó por él con Christopher Bagshaw, en París, y había trabajado con William Clark en la redacción de un panfleto de 1603 contra los jesuitas ingleses.